# Bank of Ireland
Bank of Ireland (irl.: Banc na hÉireann) – bank z siedzibą w Dublinie. Spółka publiczna działająca głównie na obszarze Irlandii. Jeden z czterech największych banków Republiki Irlandii – jego główny konkurent to Allied Irish Banks. Notowana na Irlandzkiej Giełdzie Papierów Wartościowych oraz na New York Stock Exchange i w Londynie. Spółka powstała w roku 1783.
Nie jest to irlandzki bank centralny, co może sugerować nazwa, jest nim natomiast Central Bank of Ireland.

## Kryzys w 2008 r.
Podczas kryzysu finansowego w 2008 r. rząd Irlandii przeznaczył na pomoc dla banku ponad 4 mld €.